# Olympique Gymnaste Club de Nice 1991-1992
Questa voce raccoglie le informazioni riguardanti l'Olympique Gymnaste Club de Nice nelle competizioni ufficiali della stagione 1991-1992.

## Maglie e sponsor
Lo sponsor tecnico per la stagione 1991-1992 è Puma, mentre lo sponsor ufficiale è Agfa.
| Manica sinistra · Manica sinistra · Maglietta · Maglietta · Manica destra · Manica destra · Pantaloncini · Calzettoni |

## Organigramma societario
Area direttiva
- Presidente: Richard Pogliano, da dicembre André Boïs

Area tecnica
- Allenatore: Jean-Noël Huck
- Allenatore in seconda: Albert Emon

## Rosa
| N. |                     | Ruolo | Calciatore            |
| -- | ------------------- | ----- | --------------------- |
|    | Francia (bandiera)  | P     | Cyril Aloisio         |
|    | Francia (bandiera)  | P     | Jérôme Alonzo         |
|    | Francia (bandiera)  | P     | Lionel Letizi         |
|    | Francia (bandiera)  | P     | Gilles Morisseau      |
|    | Francia (bandiera)  | D     | Frédédric Baldacchino |
|    | Francia (bandiera)  | D     | Nicolas Baudouin      |
|    | Francia (bandiera)  | D     | Thierry Crétier       |
|    | Slovenia (bandiera) | D     | Marko Elsner          |
|    | Francia (bandiera)  | D     | Olivier Fugen         |
|    | Francia (bandiera)  | D     | Louis Gomis           |
|    | Francia (bandiera)  | D     | René Marsiglia        |
|    | Francia (bandiera)  | D     | Frédéric Martin       |
|    | Francia (bandiera)  | D     | Jean-Philippe Mattio  |

| N. |                    | Ruolo | Calciatore           |
| -- | ------------------ | ----- | -------------------- |
|    | Algeria (bandiera) | D     | Youssef Salimi       |
|    | Francia (bandiera) | D     | Jean-Luc Vannuchi    |
|    | Francia (bandiera) | C     | Pascal Gastien       |
|    | Francia (bandiera) | C     | Frédéric Gioria      |
|    | Francia (bandiera) | C     | Philippe Lecompte    |
|    | Francia (bandiera) | C     | Philippe Mazzuchetti |
|    | Francia (bandiera) | C     | Fabrice Poullain     |
|    | Francia (bandiera) | C     | Éric Roy             |
|    | Francia (bandiera) | C     | François Soler       |
|    | Francia (bandiera) | A     | Emmanuel Blanchard   |
|    | Francia (bandiera) | A     | Christophe Buffat    |
|    | Italia (bandiera)  | A     | Marco Di Costanzo    |
|    | Francia (bandiera) | A     | Christophe Rempp     |